# Khao Lak
Khao Lak es un pequeño pueblo localizado en la costa del Mar de Andamán al sur de Tailandia.

## Tsunami de 2004

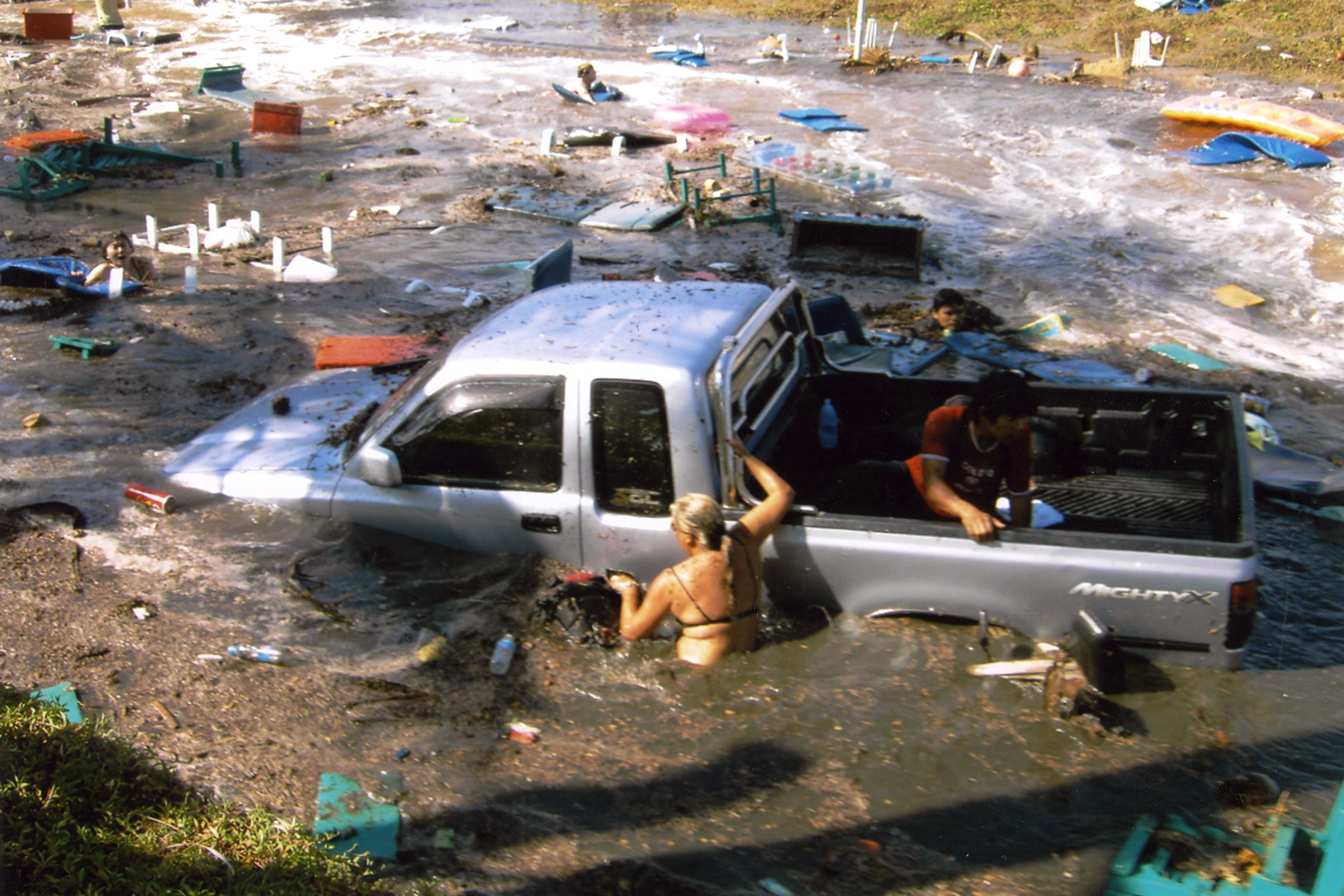
Personas tratando de sobrevivir al tsunami en Khao Lak (Tailandia).

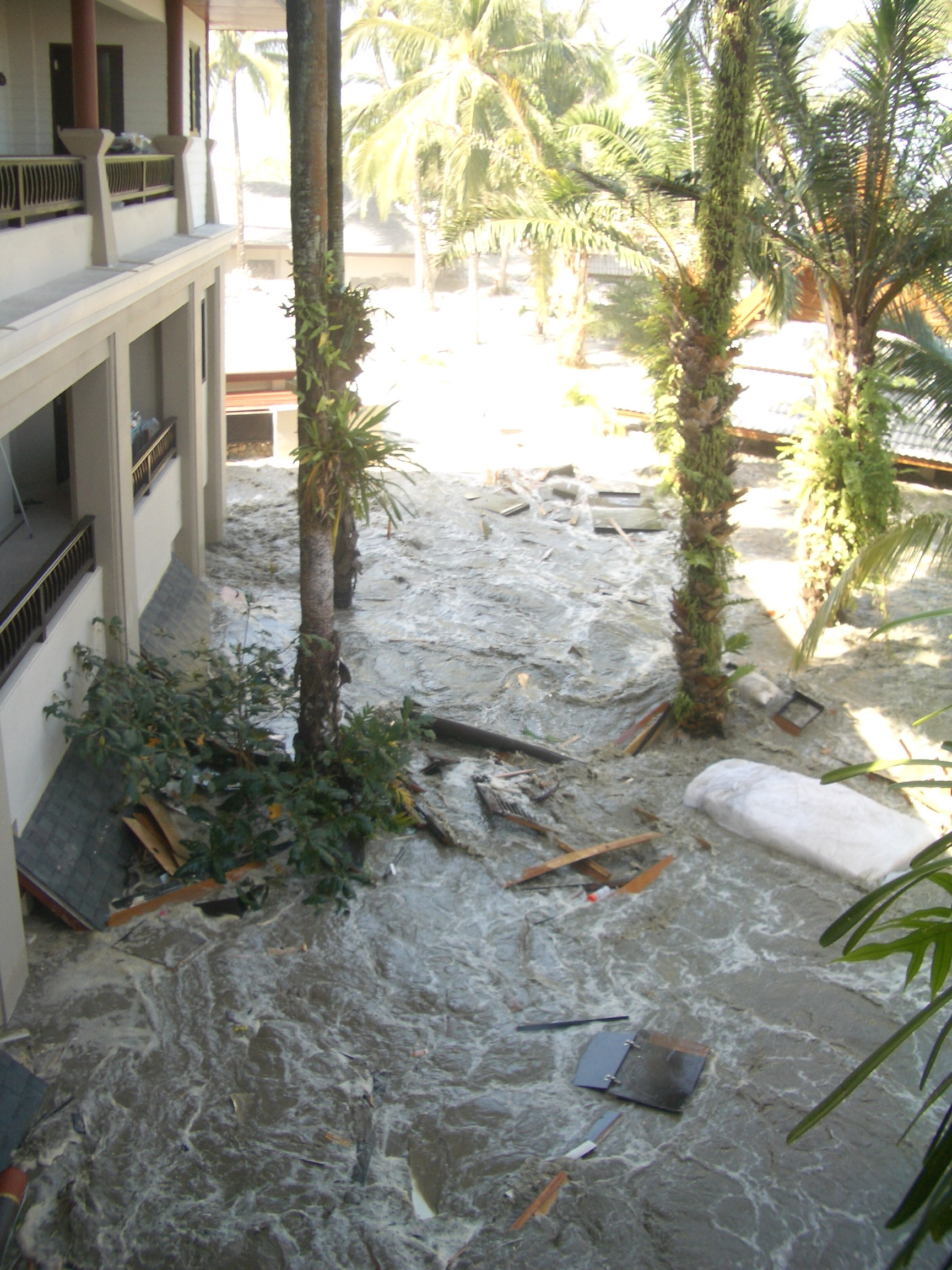
Las olas entrando en un hotel de Khao Lak.

Khao Lak fue el litoral de Tailandia más dañado por el tsunami resultante del terremoto en el Océano Índico de 2004. Muchas personas murieron, incluyendo muchos turistas extranjeros. El número final de muertos fue superior a 4.000, con estimaciones no oficiales que alcanzan los 10.000. Esa diferencia es debido a la falta de censos precisos del gobierno y el hecho de que gran parte de la población birmana migrante no estaba documentada ni reconocida como residentes legales.